# Mamy Oh Mamy (Pleure tout doux)
Singles de Mireille Mathieu
Les Pianos du paradis
(1980) Une femme amoureuse
(1980)
Mamy Oh Mamy (Pleure tout doux) est une chanson de la chanteuse française Mireille Mathieu sortie en 1980 en France chez Philips. 